# Ochancourt
Ochancourt est une commune française située dans le département de la Somme, en région Hauts-de-France.
Depuis juillet 2020, la commune fait partie du parc naturel régional Baie de Somme - Picardie maritime.

Ses habitants sont appelés les Ochancourtois et les Ochancourtoises.

## Géographie

### Localisation

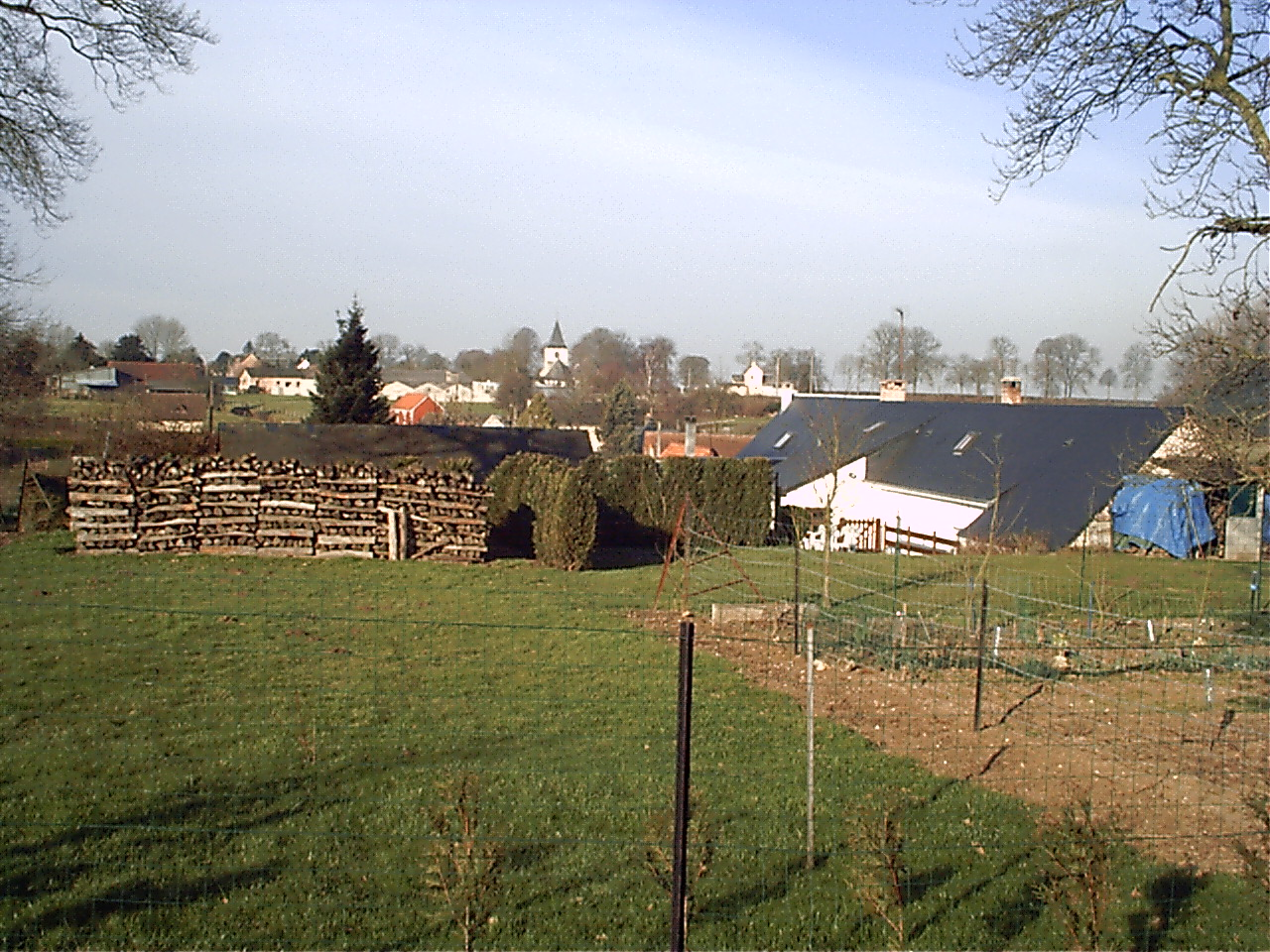
Vue générale du centre.

Ochancourt est un village picard du Vimeu.
À vol d'oiseau, la localité est située à 5 km au nord de Feuquières-en-Vimeu, 5 km au nord-est de Friville-Escarbotin, 10 km au sud de Saint-Valery-sur-Somme, 15 km au nord-est d'Eu-Le Tréport, 16 km à l'ouest d'Abbeville et à 54 km au nord-ouest d'Amiens.
Le territoire de la commune est limitrophe de ceux de quatre communes.
Les communes limitrophes sont  Arrest, Franleu, Nibas et Valines.

### Géologie et relief
En 1947, on notait que « l'épaisseur de la terre végétale à Ochancourt est de 20 à 40 centimètres. Souvent, on trouve environ un mètre d'argile mêlée aux cailloux : du bief. Jusqu'à la nappe d'eau s'étend généralement de la craie. Cependant, au Mesniel, un terrassier nous a assuré qu'il y avait moins de terre végétale et moins d'argile.»
Une voûte souterraine dont l'entrée est sculptée dans la craie se situe dans un pré. On évoque la possibilité de la présence de souterrains dans le sous-sol communal.
« L'endroit le moins élevé du territoire se trouve à l'entrée sud du bois d'Arrest. »

### Hydrographie

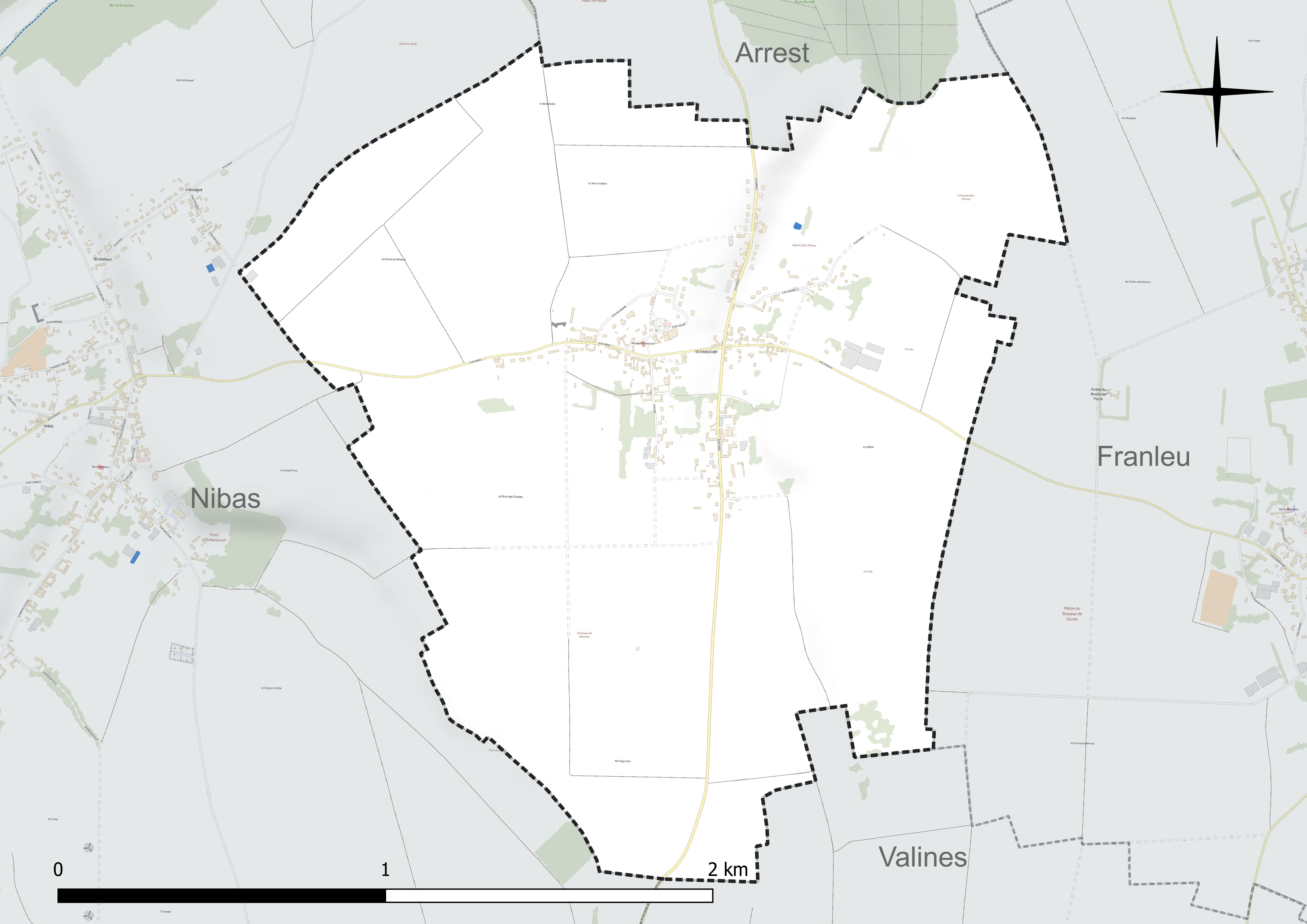
Réseau hydrographique d'Ochancourt.

La commune est située dans le bassin Artois-Picardie. Elle n'est drainée par aucun cours d'eau.
Dans les années 1940, « Ochancourt possèdait un « rio », fossé d'un mètre de large qui sert « d'égout » avec la mare aux ruisseaux de la commune. Il prend naissance à 40 m. du carrefour, au plus bas de la rue de Franleu et mène son eau dans une mare située en bordure du bois d'Arrest.
Lorsque cette mare déborde, l'eau s'écoule à travers le bois dans l'allée du fond pour aller se perdre dans un pré à un kilomètre du sous-affluent de la Somme : l'Avalasse, qui passe à Arrest et rejoint l'Amboise à Estrébœuf. »

### Climat
Pour des articles plus généraux, voir Climat des Hauts-de-France et Climat de la Somme.
En 2010, le climat de la commune est de type climat océanique franc, selon une étude du CNRS s'appuyant sur une série de données couvrant la période 1971-2000. En 2020, Météo-France publie une typologie des climats de la France métropolitaine dans laquelle la commune est exposée à un climat océanique et est dans la région climatique Côtes de la Manche orientale, caractérisée par un faible ensoleillement (1 550 h/an) ; forte humidité de l'air (plus de 20 h/jour avec humidité relative > 80 % en hiver), vents forts fréquents.
Pour la période 1971-2000, la température annuelle moyenne est de 10,5 °C, avec une amplitude thermique annuelle de 12,9 °C. Le cumul annuel moyen de précipitations est de 857 mm, avec 12,5 jours de précipitations en janvier et 8,5 jours en juillet. Pour la période 1991-2020, la température moyenne annuelle observée sur la station météorologique la plus proche, située sur la commune de Cayeux-sur-Mer à 12 km à vol d'oiseau, est de 11,4 °C et le cumul annuel moyen de précipitations est de 761,1 mm,. Pour l'avenir, les paramètres climatiques de la commune estimés pour 2050 selon différents scénarios d'émission de gaz à effet de serre sont consultables sur un site dédié publié par Météo-France en novembre 2022.

## Urbanisme

### Typologie
Au 1er janvier 2024, Ochancourt est catégorisée commune rurale à habitat dispersé, selon la nouvelle grille communale de densité à sept niveaux définie par l'Insee en 2022.
Elle est située hors unité urbaine. Par ailleurs la commune fait partie de l'aire d'attraction de Friville-Escarbotin, dont elle est une commune de la couronne,. Cette aire, qui regroupe 33 communes, est catégorisée dans les aires de moins de 50 000 habitants,.

### Occupation des sols

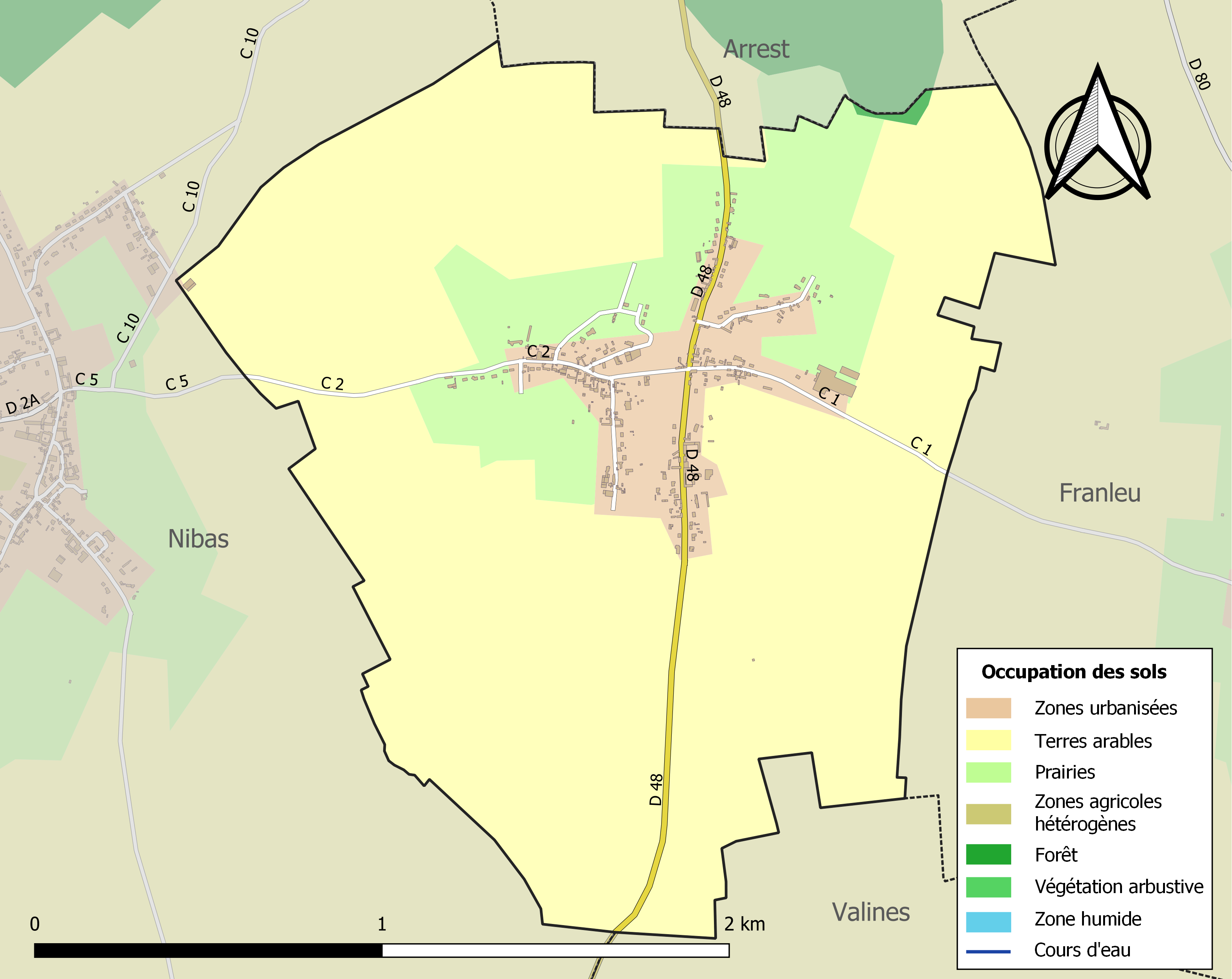
Carte des infrastructures et de l'occupation des sols de la commune en 2018 (CLC).

L'occupation des sols de la commune, telle qu'elle ressort de la base de données européenne d'occupation biophysique des sols Corine Land Cover (CLC), est marquée par l'importance des territoires agricoles (91,7 % en 2018), une proportion identique à celle de 1990 (91,7 %).
La répartition détaillée en 2018 est la suivante : terres arables (77,5 %), prairies (14,2 %), zones urbanisées (8,2 %), forêts (0,1 %).
L'évolution de l'occupation des sols de la commune et de ses infrastructures peut être observée sur les différentes représentations cartographiques du territoire : la carte de Cassini (XVIIIe siècle), la carte d'état-major (1820-1866) et les cartes ou photos aériennes de l'IGN pour la période actuelle (1950 à aujourd'hui).

### Lieux-dits, hameaux et écarts
Le Mesnielle, autrefois un écart relevant de la paroisse de Franleu, est aujourd'hui aggloméré à Ochancourt.

### Habitat et logement
La commune se trouve dans l'aire d'attraction de Friville-Escarbotin et dans son bassin de vie, ainsi que dans la zone d'emploi de la Vallée de la Bresle-Vimeu.
En 2021, le nombre total de logements dans la commune était de 167, alors qu'il était de 156 en 2016 et de 140 en 2011.
Parmi ces logements, 81,3 % étaient des résidences principales, 11,2 % des résidences secondaires et 7,5 % des logements vacants. Ces logements étaient pour 99,4 % d'entre eux des maisons individuelles et pour 0 % des appartements.
Le tableau ci-dessous présente la typologie des logements à Ochancourt en 2021 en comparaison avec celle de la Somme et de la France entière. Une caractéristique marquante du parc de logements est ainsi une proportion de résidences secondaires et logements occasionnels (11,2 %) supérieure à celle du département (8,4 %) et à celle de la France entière (9,7 %).
| Typologie                                               | Ochancourt | Somme | France entière |
| ------------------------------------------------------- | ---------- | ----- | -------------- |
| Résidences principales (en %)                           | 81,3       | 83,1  | 82,2           |
| Résidences secondaires et logements occasionnels (en %) | 11,2       | 8,4   | 9,7            |
| Logements vacants (en %)                                | 7,5        | 8,5   | 8,1            |

### Voies de communication et transports
Située sur le fertile plateau du Vimeu, la localité a vu ses habitations s'organiser autour de deux axes perpendiculaires principaux : la route départementale (RD 48), nord-sud, et l'axe Nibas-Franleu, est-ouest.
En 2019, la localité est desservie par la ligne d'autocars no 5 (Cayeux - Friville-Escarbotin - Abbeville) du réseau Trans'80, Hauts-de-France, chaque jour de la semaine sauf le dimanche et les jours fériés.

## Toponymie
On trouve la forme latinisée de Oscencurte en 1154, Urcionis curtis en 1164,, puis Occecourt, Ochecourt, Ochencourt, et finalement Ochancourt.
Dans les environs, on trouve : Saucourt, Vaudricourt, Woincourt, Béthencourt, Méréaucourt, Biencourt.
Tous ces noms de villages se terminent par -court. Ce sont le plus souvent des hameaux ou de petits villages ; l'appellatif toponymique -court (> français moderne cour) est issu du gallo-roman CŌRTE qui signifie « cour de ferme, ferme ». Cet appellatif est généralement précédé d'un nom de personne germanique. Ces formations toponymiques datent du Moyen Âge. Cette façon de nommer les lieux serait liée à l'apport germanique du VIe siècle,. En effet, les toponymes en -court typiques de l'extrême nord et nord est de la France sont calqués sur les noms de lieux en -hof, -hov, -hoffen, -hoven « cour de ferme, ferme » des pays de langue germanique (Flandres, Alsace-Lorraine, Pays-Bas, Allemagne), ainsi aux Béthencourt, Bétancourt, etc. correspondent Bettenhof, Bettenhoffen, Bettenhoven, etc.
Le premier élément Ochan- s'explique par le nom de personne germanique Occing, dont le suffixe -ing a régulièrement donné -en, noté par la suite -an ou par le nom d'homme germanique Occo, au cas régime en -on de l'ancien français, altéré en -an par la suite, voire par le nom de femme *Occa (non attesté). Le -ch- est caractéristique du chuintement normanno-picard.
Le nom du hameau, Le Mesnielle, est issu de mesnil (ou maisnil), avec un élément -elle indéterminé. Ce nom de lieu apparait vers le Xe siècle. Il s'agit d'un terme gallo-roman *MASIONILE, dérivé du latin mansio (maison) qui désigne une exploitation rurale dotée d'une maison d'habitation. Son nom est porté localement, sous la royauté, par la famille du Mesnil de Fiennes, alliée aux Le Roy d'Hantecourt.
Le lieu-dit les Vignes, bien exposé, témoigne de la culture du raisin sur le territoire.
La commune est nommée Ochincourt en picard.

## Histoire

### Préhistoire

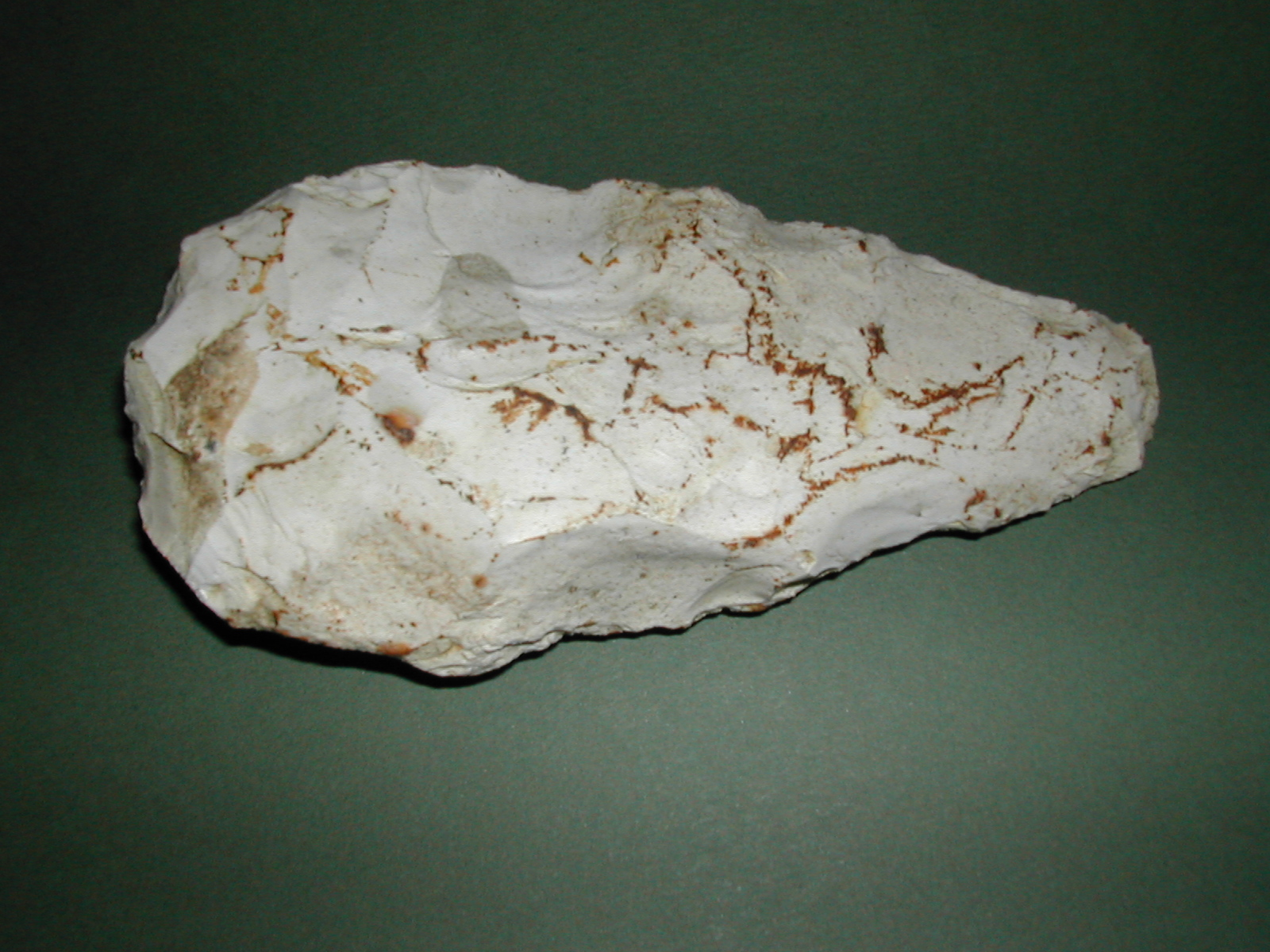
Trouvé sur le territoire de la commune par un chasseur, ce silex taillé, témoigne d'une présence humaine très ancienne.

Un silex taillé et des haches polies, découverts sur le territoire d'Ochancourt, attestent de la présence de nos ancêtres préhistoriques.

### Antiquité
Les études réalisées par un cabinet spécialisé, pour l'élaboration de la carte communale, ont mis en évidence   un parcellaire bâti remontant à l'époque gauloise.
Une « voie romaine qui allait de Saint-Valery à Beauvais en passant par Estrébœuf, Arrest, Valines, Le Translay et Poix » devait très logiquement traverser Ochancourt.

### Moyen Âge
La Terre des tombes, située sur le territoire de la commune, marque, dit-on, le lieu où furent inhumés des combattants ayant participé à la bataille de Saucourt-en-Vimeu remportée par le roi des Francs, Louis III, et son armée contre les Normands en août 881.
Gaston Vasseur (Nibas et ses annexes), nous apprend que ce fut également le lieu où les deux armées se rencontrèrent. Les Normands auraient laissé 8 000 des leurs sur le champ de bataille,.
On trouve dès 1284, Guy d'Ossencourt (Ochancourt) et damoiselle Béatrice sa femme. Comme seigneurs capitaux, ils confirment le don fait en 1276 à l'Abbaye Notre-Dame de Séry à Bouttencourt  par Jean de Nibas de « deux journaux de terre sis à Escarbotin à la condition que les religieux résidant à Friville feraient tous les ans son anniversaire ».
Il y avait à Ochancourt plusieurs seigneuries portant le nom de la seigneurie principale,.

### Temps modernes
Les coutumes locales sont rédigées en 1507.

### Révolution française et Empire
- Lors de la préparation des états généraux de 1789, les cahiers de doléances de la paroisse (identiques à ceux de Nibas) sont établis[31].
- À la suite des lois du 21 décembre 1789 et du 15 janvier 1790, Le Maisnil et Ochancourt sont intégrés dans les nouveaux département de la Somme, district d'Abbeville et canton de Franleu. En l'an X, le canton de Franleu est supprimé. La commune est alors rattachée au canton d'Ault[a 3], jusqu'à la création du canton de Friville-Escarbotin en 1985.
- Le 23 octobre 1791, le maire démissionne car un conflit entre les membres du conseil peut conduire à la démolition de l'église et la dispersion de ses biens[b 2].
- Le 18 avril 1793, Antoine Get, 38 ans, Charles Turle, 38 ans et Charles Legay, 30 ans, sont désignés pour le fournissement du contingent, à la demande des députés de la Convention nationale[32],[b 3].
- En 1794, les familles nobles Danthecourt et Dumesnil sont emmenées à Abbeville. Les scellés sont posés sur leurs papiers et biens divers, à la réquisition du citoyen André Dumont, représentant du peuple[b 4].

### Époque contemporaine
- Le 26 juillet 1842, Féréol Bellaches, époux de Catherine Humel, occupé à labourer, tue, avec le coutre de sa charrue, un loup blessé, caché dans un champ de trèfle[33].
- Deuxième République : en 1849, comme dans toutes les communes de France, la population masculine majeure peut, pour la première fois, aller voter grâce à l'instauration du suffrage universel. Voici la répartition (en nombre) de quelques-uns des patronymes des 116 électeurs[34] (saisie non exhaustive) :

| Anquier | Parmentier | Legay | Forestier | Delattre | Vannier | Tellier | Ozenne | Roger | Petit |
| 12      | 16         | 8     | 5         | 3        | 3       | 3       | 4      | 1     | 1     |

Le village au début du XXe siècle d'après les cartes postales
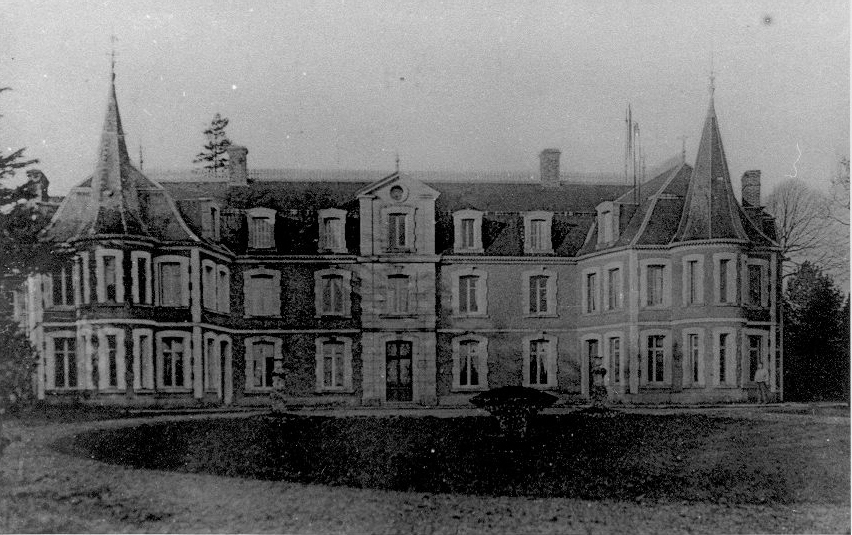
Le château du XVIIIe siècle, rue de Nibas, au début du XXe siècle.
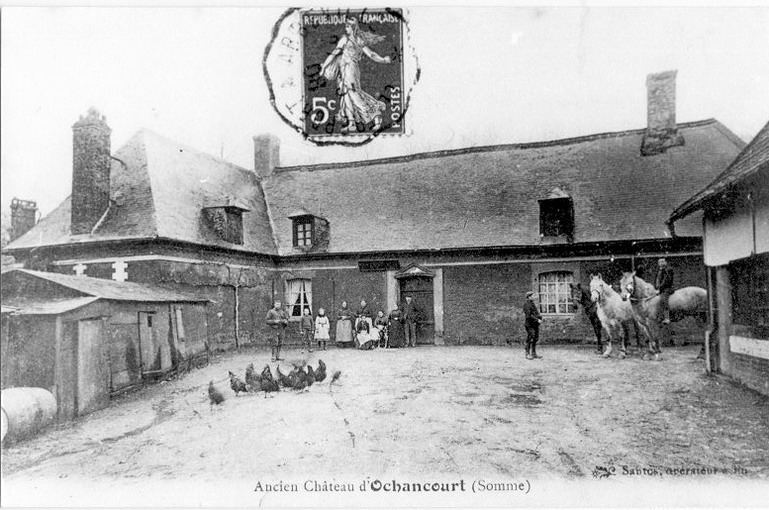
Le premier château seigneurial, complètement disparu, se trouvait près de l'église.
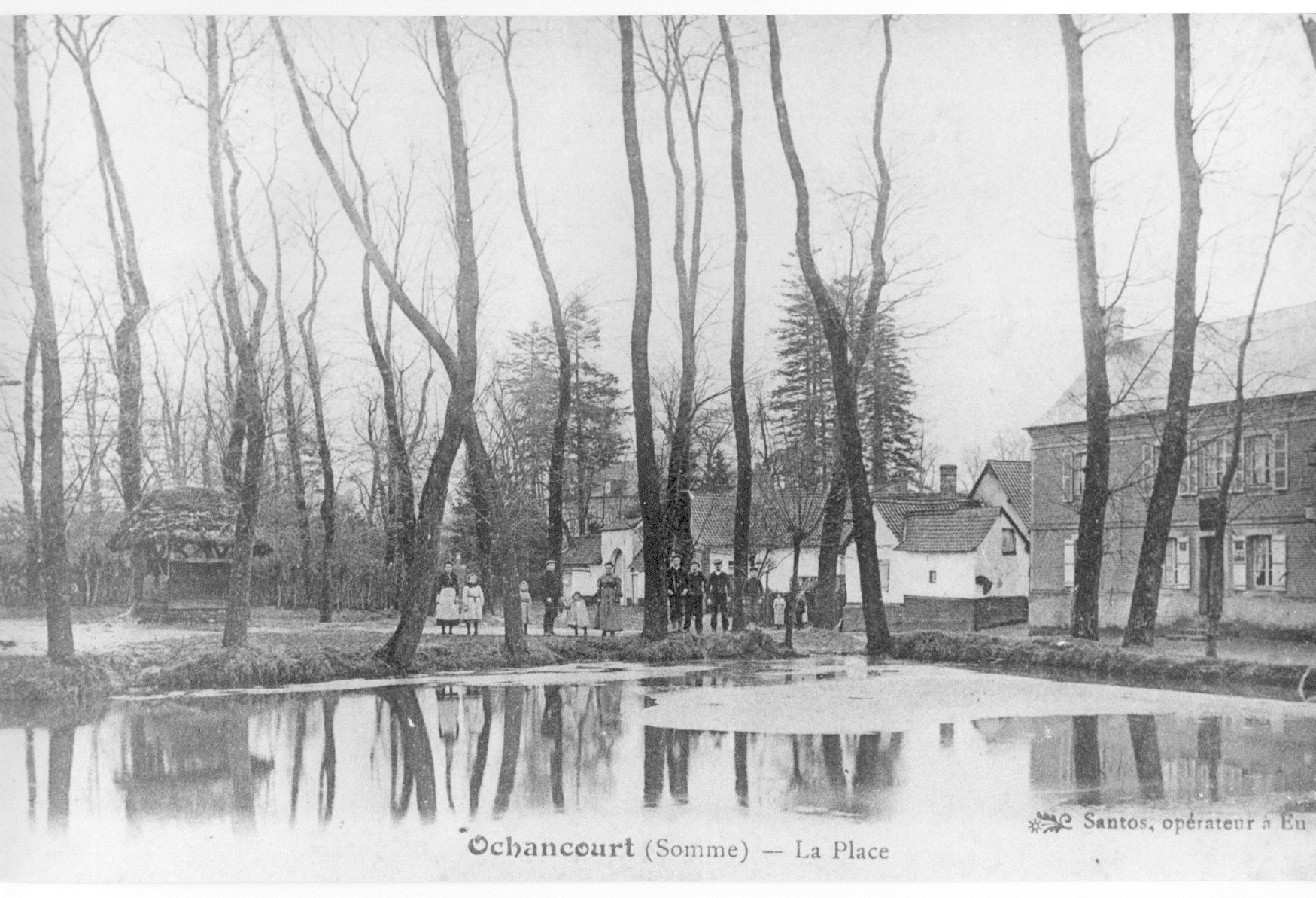
L'ancienne mare était située à l'emplacement de la cour d'école.
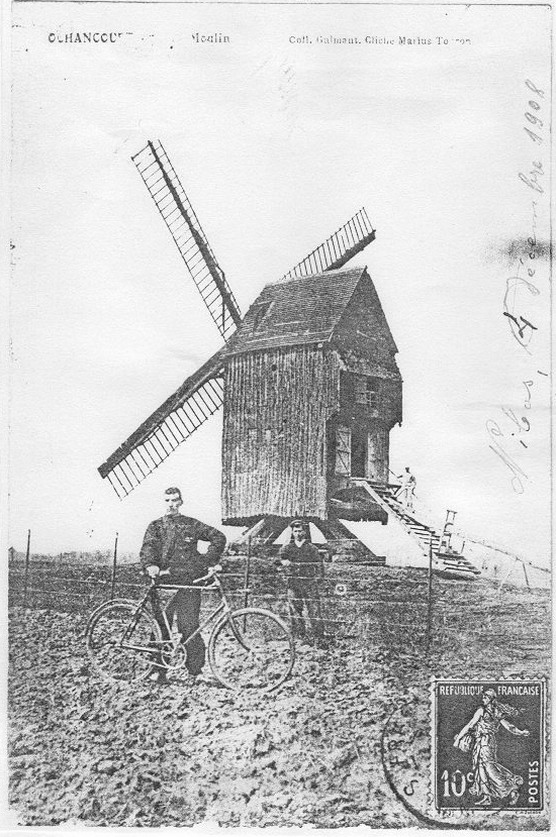
L'ancien moulin, rue de Nibas.

- L'ancien moulin, rue de Nibas est abattu par une tempête en 1917, fragilisé parce qu'une des meules avait été démontée[35].
- Pendant la Première Guerre mondiale, des soldats indous campent derrière le château[36]. Treize noms de morts pour la patrie figurent sur le monument aux morts édifié en 1921, à la faveur d'une souscription publique[37].
- Seconde Guerre mondiale : lors de la bataille de France, fin mai 1940, quand les troupes allemandes approchent, les habitants évacuent le village[36].

## Politique et administration

### Rattachements administratifs et électoraux

#### Rattachements administratifs
La commune se trouve dans l'arrondissement d'Abbeville du département de la Somme.
Elle faisait partie de 1801 à 1985 du canton d'Ault, année où elle est rattachée au canton de Friville-Escarbotin. Dans le cadre du redécoupage cantonal de 2014 en France, cette circonscription administrative territoriale a disparu, et le canton n'est plus qu'une circonscription électorale.
Ochancourt relève du tribunal d'instance d'Abbeville, du tribunal de grande instance d'Amiens, de la cour d'appel d'Amiens, du tribunal pour enfants d'Amiens, du conseil de prud'hommes d'Abbeville, du tribunal de commerce d'Amiens, du tribunal administratif d'Amiens et de la cour administrative d'appel de Douai.

#### Rattachements électoraux
Pour les élections départementales, la commune fait partie depuis 2014 du canton de Friville-Escarbotin
Pour l'élection des députés, elle fait partie de la troisième circonscription de la Somme.

### Intercommunalité
Ochancourt était membre de la communauté de communes du Vimeu Industriel, un établissement public de coopération intercommunale (EPCI) à fiscalité propre créé en 1997 et qui succédait au « syndicat à vocation multiple du Vimeu » (SVMV)
À partir de 2015 et  l'adoption de la Loi portant nouvelle organisation territoriale de la République (Loi NOTRe), les élus du Vimeu industriel et de la communauté de communes du Vimeu Vert, dont les compétences, la fiscalité et le bassin de vie sont proches, envisagent de fusionner,,,. Cette proposition a été retenue dans le schéma départemental de coopération intercommunale (SDCI) de la Somme et est mise en œuvre le 1er janvier 2017  après consultation des conseils municipaux et communautaires concernés.
La nouvelle structure, dont est désormais membre Ochancourt, prend le nom de communauté de communes du Vimeu.

### Administration municipale
Le nombre d'habitants de la commune étant compris entre 100 et 500, le nombre de membres du conseil municipal est de 11.

### Liste des maires
| Période                                  | Période                        | Identité                            | Étiquette | Qualité                                             |
| ---------------------------------------- | ------------------------------ | ----------------------------------- | --------- | --------------------------------------------------- |
| Les données manquantes sont à compléter. |                                |                                     |           |                                                     |
| 14 février 1790                          | 23 octobre 1791                | Le Roy d'Antecourt                  |           | chevalier, démission                                |
| 27 novembre 1791                         | 15 février 1792,               | Nicolas François Delattre           |           |                                                     |
| 26 février 1792                          | 2 décembre 1792                | François Ozenne                     |           |                                                     |
| 2 décembre 1792                          | 6 prairial an II (25 mai 1794) | Le Roy d'Antecourt                  |           |                                                     |
| 6 prairial an II (25 mai 1794)           |                                | François Ozenne                     |           |                                                     |
| Les données manquantes sont à compléter. |                                |                                     |           |                                                     |
|                                          |                                | Claude Ferdinand Leroy d'Hantecourt |           | conseiller d'arrondissement à Abbeville (1824-1830) |
| Les données manquantes sont à compléter. |                                |                                     |           |                                                     |
| 15 septembre 1855                        | 02 juin 1862                   | Félix Ozenne                        |           |                                                     |
| 1862                                     | 1878                           | Ambroise Delattre                   |           |                                                     |
| 1881                                     | 1919                           | Cyrille Ozenne                      |           |                                                     |
| 1919                                     | 1944                           | Fernand Ozenne                      |           |                                                     |
| 1944                                     | 1945                           | Georges Quehen                      |           |                                                     |
| 1945                                     | 1959                           | Louis Ozenne                        |           | agriculteur                                         |
| 1959                                     | 1963                           | Ernest Boucher                      |           | démission                                           |
| mars 1963                                | août 1990                      | Maurice Petit                       |           | agriculteur Décédé en fonction                      |
| septembre 1990                           | mars 2008                      | Michel Tondellier                   |           | enseignant                                          |
| mars 2008                                | 2020                           | Daniel Gallet                       |           |                                                     |
| 2020,                                    | En cours (au 8 octobre 2020)   | Flavien Grenon                      |           | assistant qualité                                   |

### Tendances politiques et résultats
| Scrutin              | 1er tour | 1er tour | 1er tour | 1er tour | 1er tour | 1er tour | 1er tour | 1er tour | 1er tour | 1er tour | 1er tour | 1er tour |     | 2e tour | 2e tour | 2e tour | 2e tour | 2e tour | 2e tour | 2e tour | 2e tour | 2e tour |
| Scrutin              | 1er      | 1er      | %        | 2e       | 2e       | %        | 3e       | 3e       | %        | 4e       | 4e       | %        | 1er | 1er     | %       | 2e      | 2e      | %       | 3e      | 3e      | %       |         |
| -------------------- | -------- | -------- | -------- | -------- | -------- | -------- | -------- | -------- | -------- | -------- | -------- | -------- | --- | ------- | ------- | ------- | ------- | ------- | ------- | ------- | ------- | ------- |
| Départementales 2021 |          | DVG      | 30,11    |          | UGE      | 29,03    |          | UCD      | 23,66    |          | RN       | 17,20    |     |         | UGE     | 54,84   |         | UCD     | 45,16   |         |         |         |
| Régionales 2021      |          | UCD      | 54,35    |          | RN       | 16,30    |          | UGE      | 10,87    |          | LREM     | 10,87    |     | UCD     | 63,64   |         | RN      | 18,18   |         | UGE     | 18,18   |         |
| Présidentielle 2022  |          | RN       | 32,84    |          | LREM     | 29,85    |          | LFI      | 15,92    |          | RES      | 6,47     |     | RN      | 56,40   |         | LREM    | 43,60   |         |         |         |         |
| Législatives 2022    |          | PCF      | 26,53    |          | RN       | 25,85    |          | LR       | 21,77    |          | LREM     | 21,09    |     | LR      | 57,23   |         | RN      | 42,77   |         |         |         |         |
| Européennes 2024     |          | RN       | 40,62    |          | RE       | 17,50    |          | DVD      | 13,12    |          | PS       | 7,50     |     |         |         |         |         |         |         |         |         |         |
| Législatives 2024    |          | RN       | 45,13    |          | LR       | 29,23    |          | PCF      | 16,41    |          | HOR      | 6,67     |     | RN      | 50,00   |         | LR      | 50,00   |         |         |         |         |

## Équipements et services publics

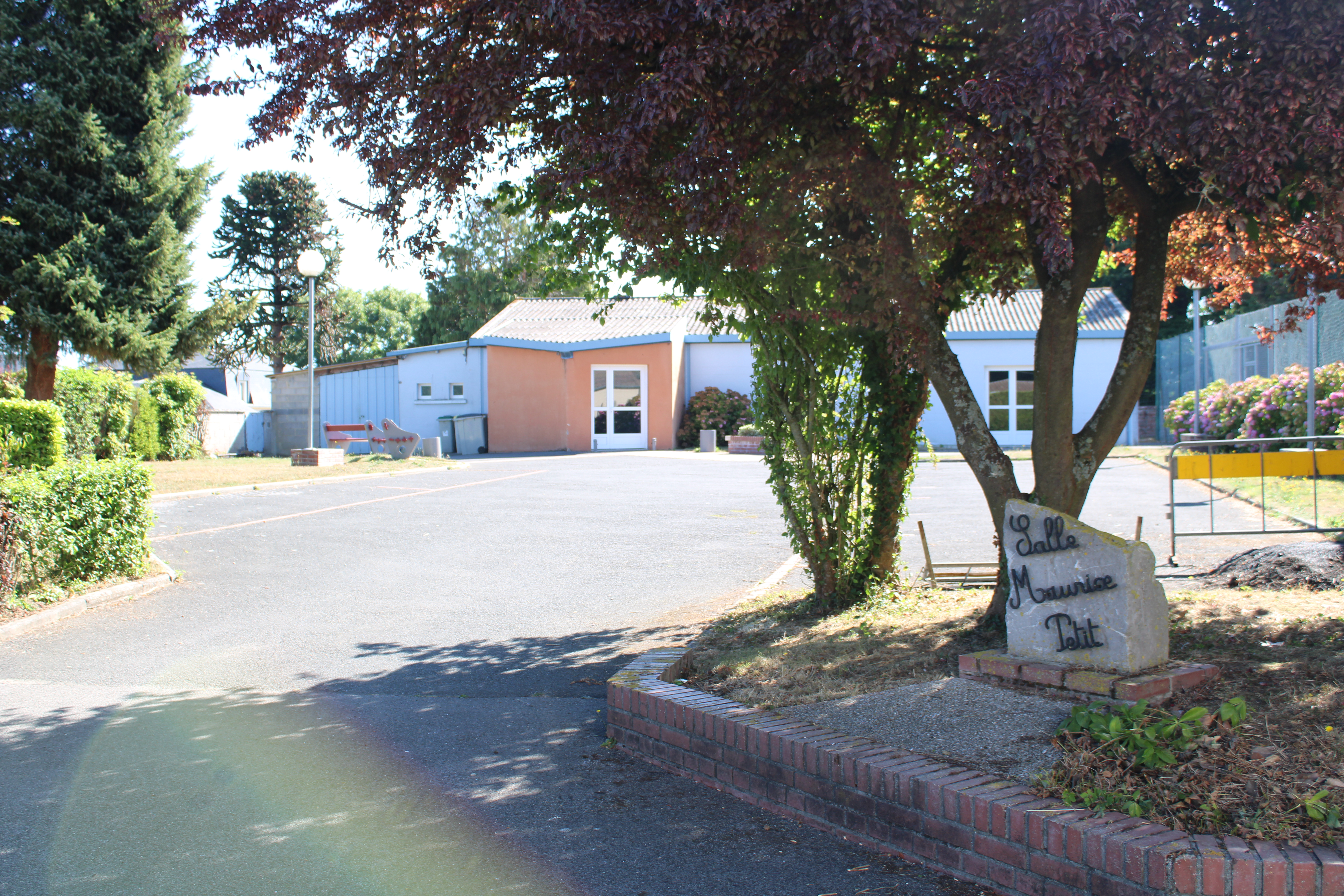
La salle porte le nom d'un ancien maire, Maurice Petit.

### Enseignement
La commune a fait partie d'un regroupement pédagogique intercommunal (RPI), géré par un syndicat intercommunal à vocation scolaire, (SISCO), qui regroupait les écoles de trois communes : Franleu, Ochancourt et Valines. Elle disposait d'une école primaire à classe unique accueillant des élèves des trois collectivités.
À la rentrée 2019, l'école de Franleu quitte le regroupement pour se rapprocher de la communauté d'agglomération Baie de Somme.
En 2022, le RPI Ochancourt-Valines est dissous.
Un nouveau regroupement est créé avec Nibas. L'école à classe unique d'Ochancourt est fermée.
En avril 2025, un city-stade et une aire de jeux sont inaugurés dans la cour de l'ancienne école.
Les collégiens d'Ochancourt ont accès au collège La Rose-des-vents de Friville-Escarbotin et peuvent ensuite poursuivre leurs études au lycée du Vimeu, également à Friville-Escarbotin. Le lycée du Vimeu est labellisé lycée des métiers de l'industrie et du secteur tertiaire.

### Santé
Aucun établissement de santé n'est implanté à Ochancourt. Des cabinets de médecine générale se tiennent à Feuquières-en-Vimeu et Friville-Escarbotin (5 km). L'hôpital le plus proche est celui d'Abbeville. Des pharmacies sont installées à Arrest, Friville-Escarbotin et Feuquières-en-Vimeu.

### Équipements sportifs
En dehors d'un plateau d'éducation physique qui comprend un court de tennis en accès libre, Ochancourt ne dispose pas d'infrastructure sportive. La salle communale peut toutefois être utilisée pour le tennis de table, la gymnastique des écoliers ou des adultes.
Le pré communal est voué à des activités équestres.

## Population et société

### Démographie
L'évolution du nombre d'habitants est connue à travers les recensements de la population effectués dans la commune depuis 1793. Pour les communes de moins de 10 000 habitants, une enquête de recensement portant sur toute la population est réalisée tous les cinq ans, les populations de référence des années intermédiaires étant quant à elles estimées par interpolation ou extrapolation. Pour la commune, le premier recensement exhaustif entrant dans le cadre du nouveau dispositif a été réalisé en 2006.

En 2022, la commune comptait 320 habitants, en évolution de +1,91 % par rapport à 2016 (Somme : −1,26 %, France hors Mayotte : +2,11 %).
| 1793 | 1800 | 1806 | 1821 | 1831 | 1836 | 1841 | 1846 | 1851 |
| ---- | ---- | ---- | ---- | ---- | ---- | ---- | ---- | ---- |
| 310  | 309  | 343  | 324  | 371  | 376  | 400  | 412  | 407  |

| 1856 | 1861 | 1866 | 1872 | 1876 | 1881 | 1886 | 1891 | 1896 |
| ---- | ---- | ---- | ---- | ---- | ---- | ---- | ---- | ---- |
| 400  | 426  | 422  | 427  | 416  | 395  | 389  | 348  | 340  |

| 1901 | 1906 | 1911 | 1921 | 1926 | 1931 | 1936 | 1946 | 1954 |
| ---- | ---- | ---- | ---- | ---- | ---- | ---- | ---- | ---- |
| 298  | 288  | 287  | 280  | 246  | 228  | 222  | 226  | 223  |

| 1962 | 1968 | 1975 | 1982 | 1990 | 1999 | 2006 | 2011 | 2016 |
| ---- | ---- | ---- | ---- | ---- | ---- | ---- | ---- | ---- |
| 229  | 213  | 189  | 241  | 253  | 235  | 255  | 284  | 314  |

| 2021 | 2022 | - | - | - | - | - | - | - |
| ---- | ---- | - | - | - | - | - | - | - |
| 325  | 320  | - | - | - | - | - | - | - |

### Manifestations culturelles et festivités
Le comité des fêtes, coordonnateur des manifestations locales s'implique dans l'organisation.
- Brocante : le premier dimanche de juin.
- Fête locale : dernier dimanche d'août.
- Fête du sport et du cheval : deuxième dimanche de septembre.

### Vie associative
En 2007, la commune compte dix associations :
- association amicale des anciens élèves d'Ochancourt (AAAEO) : organisation de voyages et sorties culturelles ou récréatives ;
- association Ochancourt Chasse : gestion de la chasse associative au niveau local ;
- comité des fêtes : organisation des animations locales (brocante, fêtes diverses) ;
- Oiseau club de Picardie : pour les amateurs d'élevage d'oiseaux ;
- club des aînés : association qui réunit les retraités et propose des animations ;
- association de gymnastique d'Ochancourt (AGO) : pour l'entretien, séances salle Maurice-Petit ;
- association USEP de l'école d'Ochancourt : sport à l'école ;
- Olympique Tennis de Table Ochancourtois (OTTO) : affilié à l'UFOLEP, entraînement, rencontres sportives ;
- coopérative scolaire : gestion des activités scolaires et extra-scolaires ;
- association des organisateurs de rèderies et brocantes de la Somme (AORBS) : pour la défense et l'organisation des brocantes ou réderies.

### Médias
Le quotidien régional Le Courrier picard et les hebdomadaires régionaux, L'Éclaireur du Vimeu et l'Informateur, relatent les informations locales.
La commune est en outre dans le bassin d'émission de la chaîne de télévision France 3 Picardie.
L'information institutionnelle est assurée par plusieurs publications périodiques : le bulletin municipal d'informations diffusé par la commune d'Ochancourt, Ochancourt-info, le bulletin d'informations de la communauté de communes du Vimeu Industriel (CCVI), le bulletin du conseil général de la Somme, Vivre en Somme et celui du conseil régional de Picardie, Agir en Picardie.

### Cultes
La commune d'Ochancourt fait partie de l'ensemble paroissial catholique de Fressenneville au sein du diocèse d'Amiens.

## Économie
Dans les années 1960, une usine de chromage a connu un certain essor, en face de l'église. Les locaux ont été repris par les « Caves d'Ochancourt », commerce de vin, pendant une vingtaine d'années.
La commune compte plusieurs chambres d'hôtes et gîtes. Ces lieux d'accueil permettent de résider à proximité de la côte picarde.
L'Atelier de Décolletage du Vimeu (ADV) est le principal centre d'activités de la commune.
En 2013, il ne reste plus que deux exploitations agricoles basées dans le village. Une seule pratique encore la production laitière et l'élevage.

## Culture locale et patrimoine

### Lieux et monuments

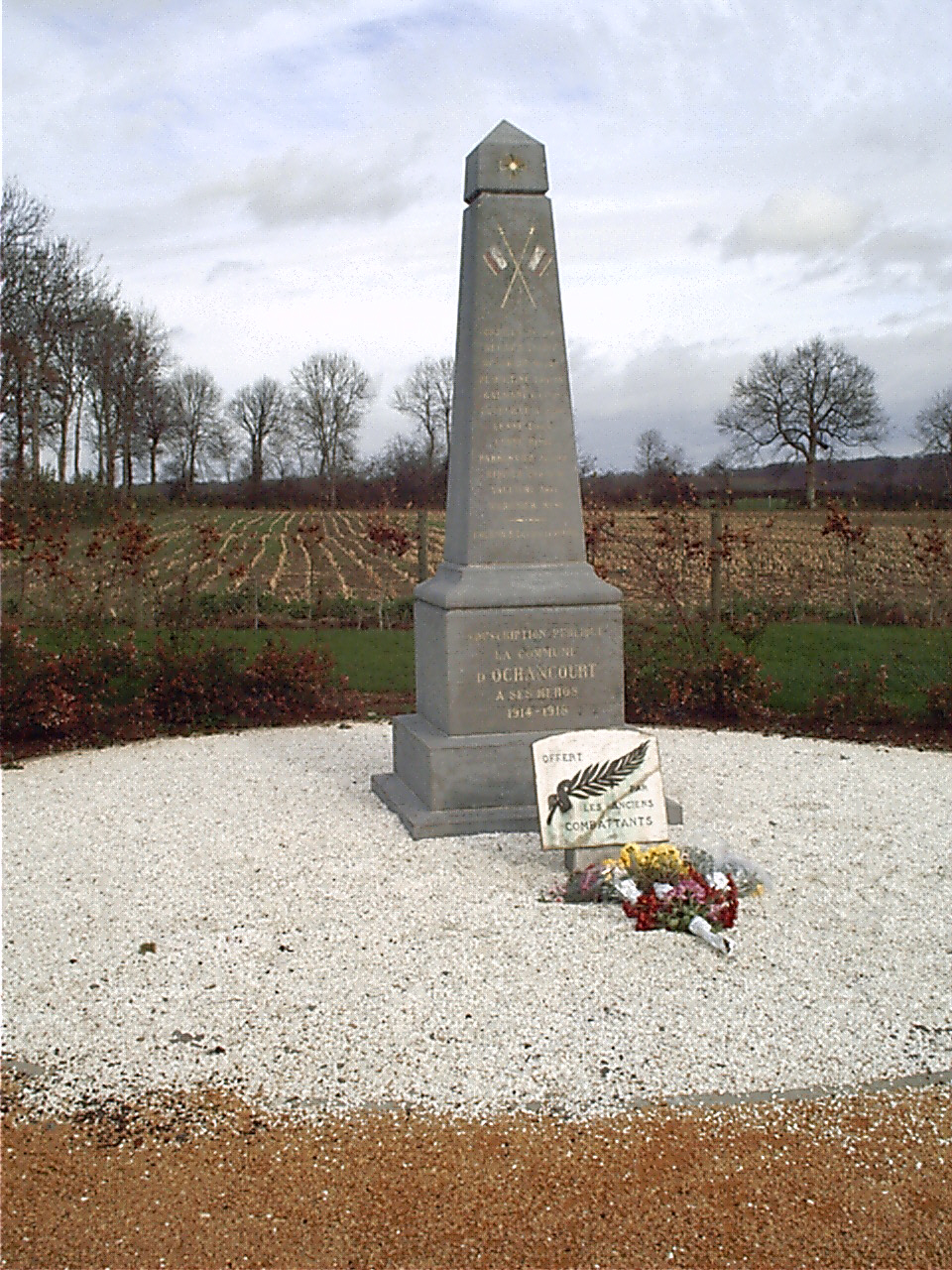
Le monument 1914-1918, situé espace du souvenir, était auparavant sur la place du village.

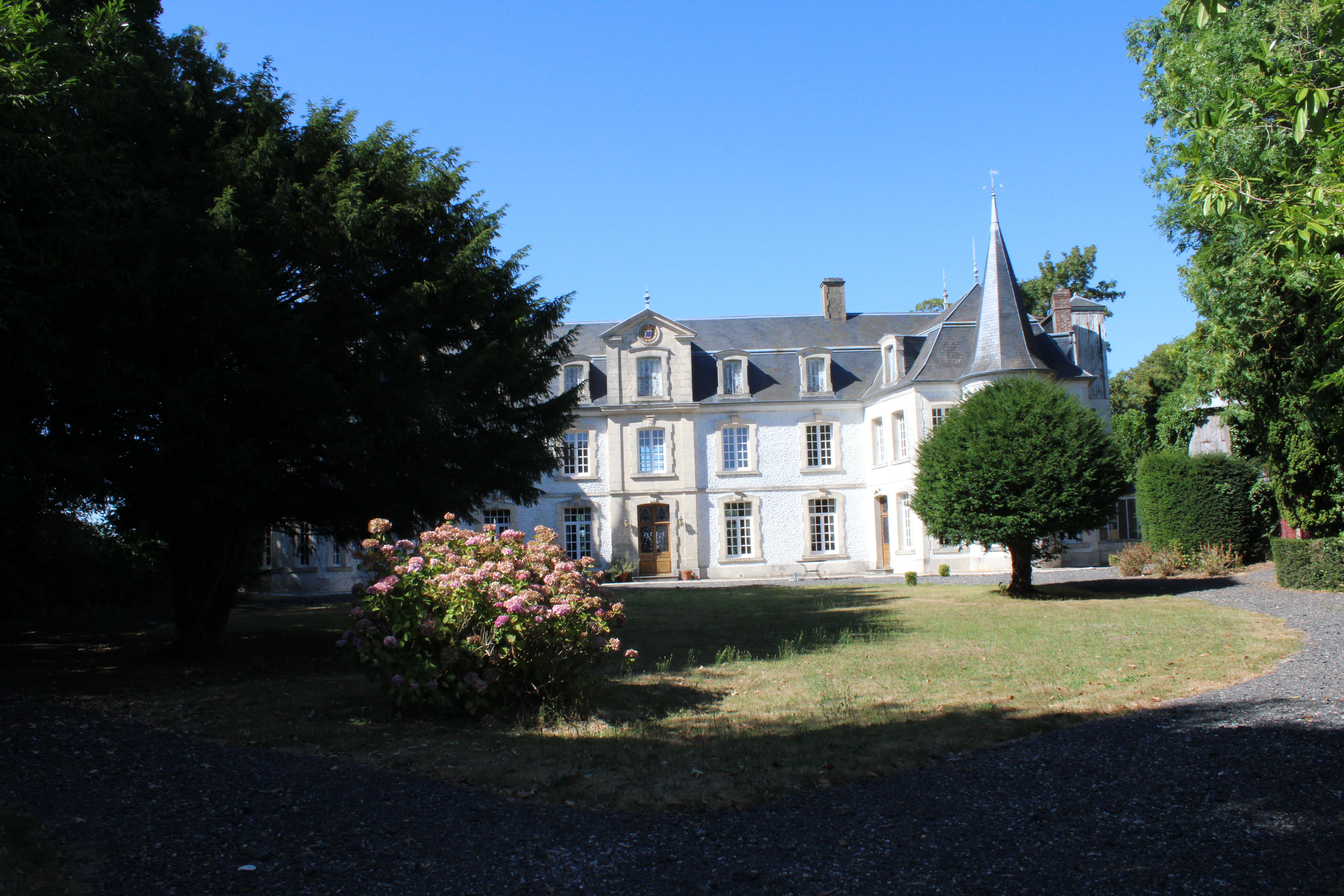
Le château en 2022.

- Église Saint-Ouen[67],[68], dont la partie la plus ancienne, maçonnée en silex grossièrement taillés, est datée du XIIe siècle. Malgré de nombreuses réparations attestées par ses murs en un mélange de brique et moellon de craie, son clocher penche sérieusement. C'était un lieu de pèlerinage pour les sourds qui s'y rendaient le dimanche qui suit l'Ascension[69]. Le cadran solaire gravé sur le clocher donne l'heure exacte[70].

Jusqu'à la Révolution française, l'église a possédé un triptyque de la fin du XVe siècle. Sa partie centrale est déposée au musée de Picardie à Amiens.
- Les chapelles du cimetière et du carrefour dont celle de la famille d'Anvin de Hardenthun, seigneurs du lieu. Leur famille remonterait aux croisades (1191). Leur dernier représentant portait le titre de baron[Note 9].
- Le chemin dit du tour des Haies permet de contourner entièrement l'agglomération à pied, à cheval ou à vélo. Certaines portions se nomment : ruelle des Contrebandiers, ruelle des Soupirs, ruelle Coppegueule[Note 10]...
- Croix et calvaires.
- Le circuit de la terre cordière qui peut faire l'objet d'une randonnée pédestre bucolique.
- Ochancourt se trouve sur le circuit de la mésange, boucle de 28 km proposée à la randonnée cycliste par le syndicat mixte Baie de Somme Grand Littoral Picard.
- Le monument aux morts pour la patrie, espace du souvenir, et les trois tombes de soldats alliés du Commonwealth, à l'entrée du cimetière[72],[73]
- Le château du XVIIIe siècle, rue de Nibas. Le jardin est inscrit à l'inventaire général du patrimoine culturel[74].

### Personnalités liées à la commune

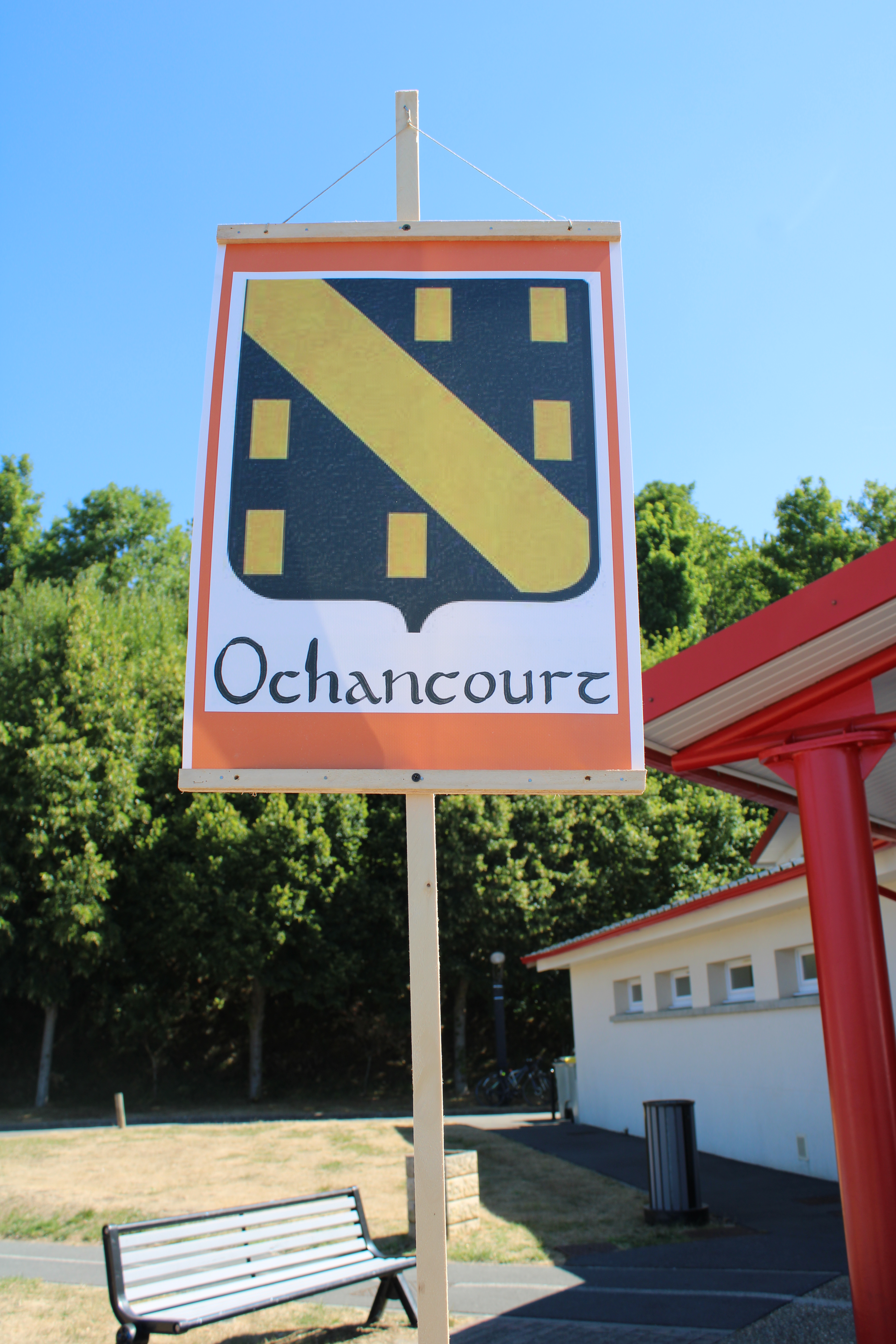
Blason de la famille d'Anvin de Hardenthun.

- La famille d'Anvin de Hardenthun s'établit à Ochancourt dès le XVe siècle. Elle est maintenue dans sa noblesse sur preuves remontant à Pierre d'Anvin de Hardenthun, seigneur du lieu en 1494[75],[76]. Les membres de cette famille, une des grandes familles du Boulonnais et de la Picardie, vont garder Ochancourt comme fief central : ils se font inhumer dans l'église puis dans une chapelle édifiée à cette fin, même après qu'ils ne sont plus seigneurs d'Ochancourt. Le cimetière du village garde des traces (chapelle funéraire, vitrail) de cette lignée[77].

### Sobriquet des habitants
Nom jeté : on se moque parfois de « chés dor' in l'air d'Ochincourt » (« les Dors en l'air d'Ochancourt »), portés à avoir « la tête en l'air »[réf. nécessaire].

### Héraldique
| Blason de Ochancourt | Blason  | De sable à la bande d'or accompagnée en chef de trois billettes ordonnées en orle et en pointe de trois molettes d'éperons ordonnées en orle, le tout du même, à une chouette d'argent brochant sur la bande. |
| Blason de Ochancourt | Détails | Le champ de sable, la bande d'or et les trois billettes sont empruntées aux armes de la famille d'Anvin de Hardenthun, dont sont issus les principaux seigneurs d'Ochancourt du XVe au XVIIIe siècle. Les molettes d'éperons sont empruntées aux armes parlantes de la famille Lesperon, seigneurs d'une partie d'Ochancourt aux XVIIe et XVIIIe siècles. La chouette est quant à elle la « mascotte » du village, et fait également écho au sobriquet des habitants : « chés dort in l'air d'Ochincourt ». Adopté le 22 juin 2023. |

## Pour approfondir